# CRAMRA

Emblem des Antarktis-Vertrags

CRAMRA (kurz für Convention on the Regulation of Antarctic Mineral Resource Activities) ist die Kurzbezeichnung für ein am 2. Juni 1988 im neuseeländischen Wellington verabschiedetes internationales Abkommen, das nie in Kraft getreten ist. Es hatte die völkerrechtliche Regelung staatlicher Erschließungs- und Bergbauunternehmungen in der Antarktis zum Ziel und hätte die Erkundung und den Abbau von Ressourcen unter Einhaltung strenger Umweltvorschriften erlaubt.
Den Verhandlungsrunden gingen einige Jahrzehnte kleiner Funde antarktischer Ressourcen sowie Spekulationen über große Vorkommen voraus. Die Vertragsstaaten des 1959 verhandelten Antarktis-Vertrags hielten eine Regelung für notwendig, um eine mögliche Gefahr für die Koexistenz der Staaten in der Antarktis abzuwenden. Die Anzahl der beteiligten Staaten wuchs im Laufe der sechs Jahre andauernden Verhandlungen auf 32 Nationen an.
Nach seinem Verabschiedungsort wird CRAMRA auch Wellington Convention oder Wellingtoner Übereinkommen genannt. Das Übereinkommen war nicht unumstritten. Bereits während der Tagungen wurde Kritik, unter anderem im Rahmen der Generalversammlung der Vereinten Nationen und von Umweltorganisationen, geäußert. Trotzdem kam es zunächst zu einer Einigung. Nach der Verabschiedung nahm die Kritik weiter zu, auch verursacht durch Umweltkatastrophen. Australien und Frankreich stellten den Plan vor, die Antarktis zu einem Wildnispark umzugestalten. Diesem Ziel schlossen sich weitere Staaten an, sodass CRAMRA von keinem Staat ratifiziert wurde und in der Folge nicht in Kraft trat. Einige der Vorschriften wurden jedoch in das Umweltschutzprotokoll zum Antarktis-Vertrag aufgenommen, das 1991 aufgrund der australisch-französischen Initiative verabschiedet wurde. Dazu gehören die Prinzipien der Umweltschutzregelungen und die Grundsätze der Umweltverträglichkeitsprüfung. Seit Inkrafttreten des Umweltschutzprotokolls gilt CRAMRA als aufgegeben.
In der Umweltrechtsliteratur wird CRAMRA teilweise das Potential zugesprochen, ein mögliches Regime für die Zukunft zu sein, wenn die Vertragsstaaten entscheiden würden, das 1991 verabschiedete Bergbauverbot nicht zu verlängern.

## Vorgeschichte

### Entdeckung von Ressourcen in der Antarktis

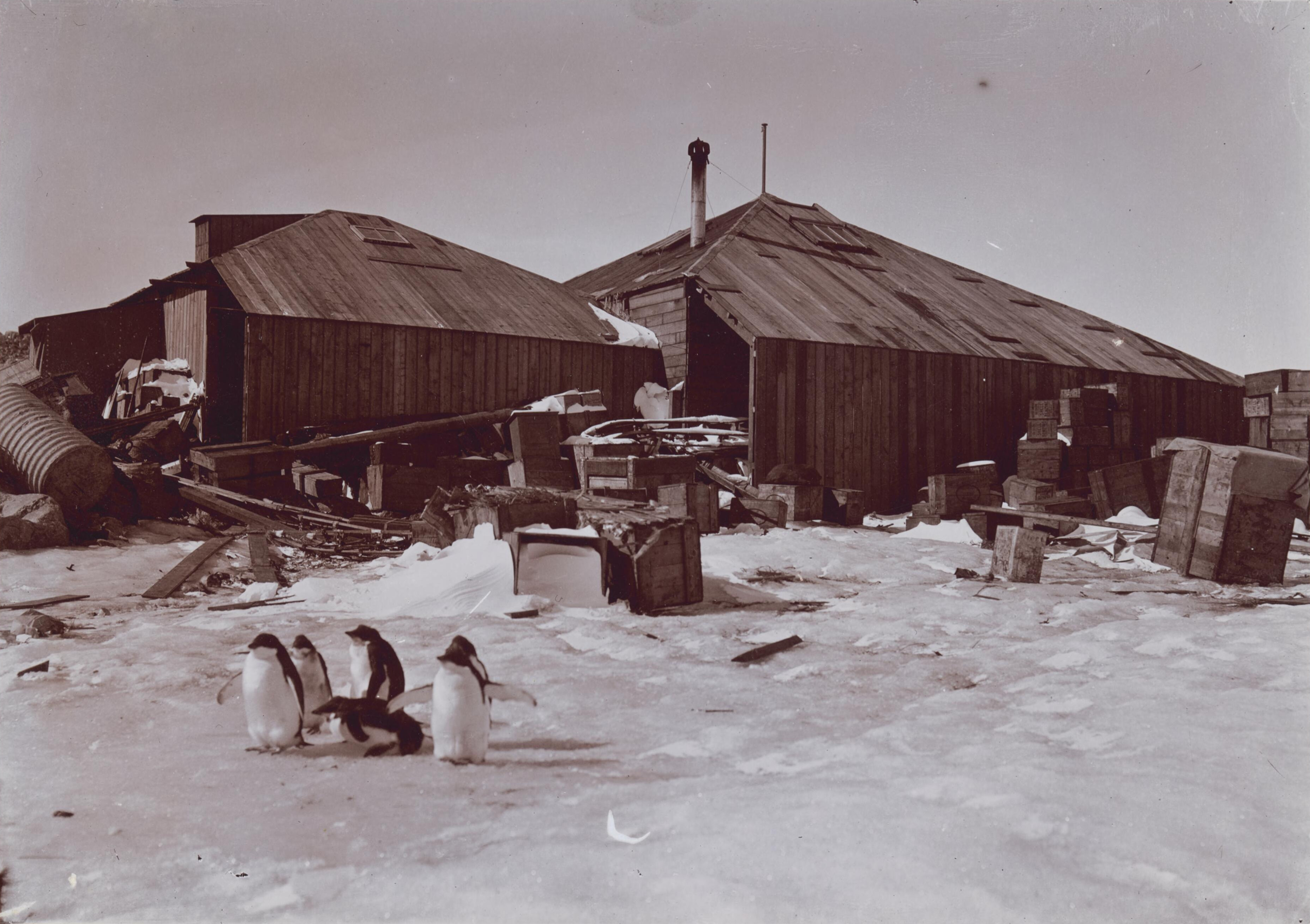
Basislager der Australasiatischen Antarktisexpedition, die Mawson’s Huts (um 1912)

Die Erkundung der Antarktis begann Ende des 19. Jahrhunderts. Durch verschiedene Expeditionen, unter anderem des Vereinigten Königreiches, der Vereinigten Staaten, des Russischen Kaiserreiches und Frankreichs, wurde der Kontinent erforscht und kartiert. Insbesondere der Fisch- und Walfang war ein ausschlaggebendes Motiv, in diesen Teil der Welt vorzudringen. Schon bei den ersten Expeditionen in die Antarktis wurden mineralische Ressourcen gefunden. Carsten Egeberg Borchgrevink entdeckte 1899 Quarzvorkommen, 1907 stieß Douglas Mawson bei seiner ersten Expedition in die Antarktis auf Kohle. 1940 fand Trevett Dalwood von der South Australian School of Mines in Proben von Mawsons Australasiatischer Antarktisexpedition von 1911 bis 1914 kleine Vorkommen von Gold sowie Spuren von Kupfer, Arsen und Silber.
Nach diesen ersten Funden wuchs das Interesse an einer Ressourcenerschließung der Antarktis. Zeitgleich wurden jedoch auch Forderungen laut, die Antarktis künftig als Naturpark zu schützen. Der Schweizer Naturforscher Paul Sarasin forderte bereits 1913 in seiner Denkschrift „Über die Aufgaben des Weltnaturschutzes“, die Antarktis wie die Arktis zu Schutzgebieten zu erklären. Dessen ungeachtet erhoben verschiedene Staaten Territorialansprüche in der Antarktis. So verteidigte der chilenische Außenminister Raúl Gomez 1947 staatliche Ansprüche mit den Vorkommen von Ressourcen, und auch Neuseeland verband die Erschließung von Ressourcen mit der Frage nach politischer Souveränität über den Kontinent. Während des Internationalen Geophysikalischen Jahres 1957/1958 begannen mehrere Staaten, dauerhafte Forschungsstationen in der Antarktis zu errichten.

### Debatten über die Wirtschaftlichkeit einer Erschließung
Zunächst galt eine Förderung der antarktischen Mineralien noch als zu kostspielig. So veröffentlichte beispielsweise im Jahr 1939 das Außenministerium der Vereinigten Staaten eine Studie zu Ressourcenvorkommen unter dem Eis. Damals wurde es als unwirtschaftlich eingeschätzt, die wenigen gefundenen Rohstoffe zu erschließen. Das Interesse der Vereinigten Staaten verlagerte sich daher zunächst auf die im Antarktischen Ozean vorkommenden Erdöl- und Erdgasressourcen unter dem Meeresboden. Neben den Vereinigten Staaten von Amerika führten auch andere Länder Expeditionen nach Antarktika durch. Vor allem das ressourcenarme Japan zeigte Interesse an der Erschließung von Rohstoffvorkommen. Andere Staaten wie Australien und die Sowjetunion führten ab den 1960ern weitere Rechnungen durch. Die Australier versuchten, die bei den Expeditionen zu Beginn des 20. Jahrhunderts gefundenen Kohlevorkommen genauer einzuschätzen. Dies ging mit einigen Unternehmen einher, die um Bergbaugenehmigungen der australischen Regierung ersuchten. Experten der Sowjetunion vermuteten Vorkommen unter anderem von Diamanten, Kupfer, Gold, Eisen und Kohle. Kritiker meinten allerdings, dass die Untersuchungen in die Irre führten, denn die gefundenen Mineralien seien nur Teil von Moränen. Solche Funde könnten nicht die Annahme rechtfertigen, dass große und auch wirtschaftlich erschließbare Vorkommen vorhanden seien.
In den 1960ern machten sich in Neuseeland, Australien, dem Vereinigten Königreich und den Vereinigten Staaten Bergbauunternehmen für eine Erschließung der Antarktis stark. Im Jahr 1973 führten die Vereinigten Staaten eine geologische Untersuchung durch und fanden große Vorkommen von Öl und Erdgas in der Bellingshausensee, dem Rossmeer und dem Weddellmeer. Diese Vorkommen ließen die Hoffnung aufkommen, dass es möglicherweise doch wirtschaftlich rentabel sein könne, eventuelle Ressourcen in der Antarktis zu erschließen. Obwohl solche in der Antarktis selbst noch immer nicht gefunden worden waren, schätzte der United States Geological Survey in den 1970er Jahren, dass in der Antarktis mindestens 45 Milliarden Barrel Öl und 115 Trillionen Kubikfuß Erdgas zu finden seien, eine Schätzung, die als zu hoch kritisiert wurde. Im Jahr 1975 beantragte das Unternehmen Texas Geophysical die Erschließung von Vorkommen in der Ross- und Weddell-See, was die Regierung der Vereinigten Staaten ablehnte. Trotz dieser Zurückweisung setzten sich die Diskussionen um eine wirtschaftliche Erschließung der Antarktis fort.

### Rechtliche Grundlagen einer Erschließung

Erstunterzeichnerstaaten des Antarktis-Vertrags (1959)
mit erhobenem Territorialanspruch auf die Antarktis
ohne erhobenen Territorialanspruch auf die Antarktis

Der 1959 beschlossene Antarktis-Vertrag regelte ihren politischen Status. Der Vertrag zielt auf die friedliche Nutzung und internationale wissenschaftliche Forschung in der Antarktis, traf allerdings bezüglich der Vorkommenserschließung keine Entscheidungen. Für diesen Umstand werden zwei sich widersprechende Thesen angeführt. Einer Erklärung zufolge standen in den 1950ern die Ressourcenvorkommen der Antarktis noch gar nicht im Fokus der Verhandlungsstaaten. Einer anderen These zufolge seien die Vertragsparteien davon ausgegangen, dass die Vertragsverhandlungen scheitern würden, sollte die Ressourcenfrage auf der Agenda stehen. Aus diesem Grund seien Gespräche über die Erschließung von Rohstoffen vermieden worden. In den 1960er und 1970er Jahren bildete sich ein internationaler Konsens dazu heraus, dass die Ausarbeitung eines Regelungssystems für mögliche Erschließungen eher vor dem Beginn eines Bergbaus in der Antarktis gelingen könne als danach. Zunächst war jedoch noch immer die Frage, wie politisch und rechtlich mit der Antarktis umgegangen werden sollte. Einige Staaten waren zu diesem Zeitpunkt noch bereit, ihre Ansprüche aufzugeben und die Antarktis zu internationalisieren. Dazu gehörten bei dem Treffen der Staaten 1968 die Vereinigten Staaten, die Sowjetunion, das Vereinigte Königreich und Neuseeland. Zusätzlich wird vermutet, dass auch Norwegen zur Aufgabe seiner Ansprüche bereit gewesen sei. Die Ansprüche wurden nicht als wichtig angesehen; der Antarktis sprachen die Staaten keinen Wert außerhalb von wissenschaftlicher Nutzung zu. Für Gespräche über eine Lösung kamen im Oktober 1970 einige Staaten in Tokio zusammen. Zu dieser Zeit hatte das Vereinigte Königreich immer noch die Absicht, Antarktika zu internationalisieren; die Vereinigten Staaten wollten eine Art Kondominium errichten und auch Neuseeland war bereit, seinen Anspruch aufgeben. Australien, Chile, Argentinien und Frankreich wollten ihre territorialen Interessen dagegen verteidigen und keine Änderungen zulassen, die ihre Souveränität über und nationale Interessen an den von ihnen beanspruchten Gebieten beeinträchtigen würden.
Eine internationale rechtliche Regelung der Ressourcenfrage wurde drängender, als sich die Funde von Ressourcen in der Antarktis häuften. Hinzu kam, dass mittlerweile in den Ölfeldern Alaskas technische Neuerungen entwickelt worden waren, die einen Abbau künftig potenziell wirtschaftlich erträglich machen konnten. Nichtsdestotrotz herrschte noch während der 1980er Jahre die Auffassung vor, dass die Erschließung der bereits gefundenen Rohstoffe weiterhin unrentabel sei. Zweifel an dieser Sicht nahmen mit den Ölpreiskrisen 1973 und 1979/1980 zu, denn durch das Embargo der Organisation erdölexportierender Länder rückten die Ölvorkommen in der Antarktis stärker in den Fokus der Staatengemeinschaft. Zusätzlich erzeugten Berichte in den 1970er Jahren über die Begrenztheit der Rohstoffreserven der besiedelten Landmassen den Druck, nach neuen Rohstoffquellen zu suchen. Staaten wie das Vereinigte Königreich und Neuseeland, die vor einem Jahrzehnt noch bereit waren, ihren Anspruch aufzugeben, rückten nun davon ab. Die Mitgliedsstaaten des Vertrages des Antarktis-Vertrages gingen davon aus, dass ein großer Fund von Rohstoffen die Region politisch destabilisieren könnte. Ähnliches war zwischen 1896 und 1899 beim Klondike-Goldrausch in einer kanadisch-alaskanischen Grenzregion geschehen. Die ungelöste Frage, wie mit den Ressourcen umgegangen werden sollte, wurde vom späteren Vorsitzenden der Verhandlungsrunde, Christopher Beeby, als eine politische Gefahr für das System des Antarktis-Vertrags bezeichnet. Aus Sicht der Vertragsstaaten drohten die alten Streitigkeiten um Souveränität und Territorialsprüche wieder auszubrechen. Die Autorität des Antarktis-Vertrags schien bedroht.
Ein erster Vorschlag zur Regelung der Rohstofferschließung und des Bergbaus wurde schriftlich 1972 bei einer Sitzung der Staaten (Consultative Meeting) in einem Abschlusspapier formuliert. Ein weiterer Faktor, der die Staaten motivierte, sich über eine Regelung zu bemühen, war die für 1973 einberufene Versammlung über das Recht der See der Vereinten Nationen, die den Meeresboden als eines ihrer Themen hatte. Dies ließ die Staaten befürchten, dass eine entsprechende Konvention die Möglichkeit der Mitglieder des Antarktis-Vertrages eine Regelung zu treffen, unterlaufen könnte. Die Staaten teilten jedoch nicht nur keine gemeinsame Linie, was den Umgang mit der Antarktis betraf. Es schien außerdem unklar, ob eine Regelung zum Bergbau sinnvoll wäre. So sah Chile bei dem Treffen 1972 die Gefahr, dass ein Mineralienabkommen zu einem erneuten Ausbrechen der Konflikte um die Souveränität innerhalb der Antarktis führen könnte. In einem Kommentar nach Ende der Verhandlungen führte der stellvertretende sowjetische Außenminister aus, dass sein Land eigentlich kaum an Regelungen interessiert gewesen sei, an den Verhandlungen jedoch aufgrund des Interesses der Vereinigten Staaten teilgenommen habe. Andere Staaten wie das Vereinigte Königreich mahnten zur Eile. Sie sahen in den Plänen einer Regelung eine Lösung für einen ansonsten anstehenden Konflikt. Die Staaten verhandelten zunächst über den Abschluss eines temporären Bergbaumoratoriums. Diese Übereinkunft war nicht durch Umweltbedenken beeinflusst. Es sollte dazu dienen, Erschließungsaktivitäten, die ein potentielles Abkommen beeinträchtigen könnten, zu verhindern. Den Staaten gelang es jedoch nicht, sich auf den Abschluss einer solchen Vereinbarung zu verständigen. Bei der nächsten Sitzung 1975 beschlossen die Staaten, dass sie alle Maßnahmen treffen würden und keine Vertragspartei Erschließungsaktivitäten ergreifen würde, die den Prinzipien des Antarktis-Vertrages zuwiderlaufen. Einige Staaten mit Territorialanspruch waren jedoch besorgt, dass mit den erwarteten Regelungen auch ihre Interessen beeinträchtigt würden. Insbesondere Frankreich äußerte daher, dass diese Staaten versuchen sollten einen gemeinsamen Standpunkt zu finden, um ihre Bedürfnisse besser zu vertreten. Es dauerte dennoch bis zur Sitzung 1977, ehe sich die Staaten darauf einigten, Verhandlungen aufzunehmen. Ein neuer Konflikt bahnte sich an, als die Sowjetunion begann, eine neue Station, Druschnaja, zu errichten. Argentinien war darüber besorgt, da sich diese Station in dem Gebiet ihres Territorialanspruches befand. Neuseeland befürchtete ähnliche Aktionen durch die Vereinigten Staaten von Amerika und Japan.
In Neuseeland sowie Australien mussten die Regierungen ein Problem lösen: Zum einen hatten sie ihrer Ansicht die Pflicht zu verhindern, dass der Kontinent ausgeplündert werde, zum anderen wollten sie Souveränitätsrechte geltend machen und gefundene Ressourcen selbst abbauen. Neuseeland war es nach eigenen Angaben jedoch nicht möglich, selbst exklusive Rechte durchzusetzen. Es sah, insbesondere aufgrund seiner Abhängigkeit von der US-Versorgung für sein antarktisches Territorium und den Pflichten aus dem ANZUS-Abkommen, die eigenen Territorialansprüche in Gefahr, sollte es einen eigenmächtigen Kurs einschlagen. Der Inselstaat versuchte daher, sich an den Vereinigten Staaten und Australien zu orientieren. Beide Staaten verfolgten allerdings keinen gemeinsamen Kurs, was es für Neuseelands Diplomatie schwieriger machte. Südafrika lehnte eine Internationalisierung ab, war jedoch für ein durch die Vertragsstaaten geführtes Kondominium offen. Dieses sollte die Ausbeutung der Antarktis durch einen Staat verhindern. Norwegen schloss sich dieser Meinung an, seine Prioritäten lagen in der Arktis. Auch die Sowjetunion lehnte eine Internationalisierung ab, befürwortete allerdings die Aufnahme neuer Mitglieder, nach Einschätzung Australiens vor allem Mitglieder des Warschauer Paktes. Belgien sah zunächst die Antarktis durch die Genfer Seerechtskonventionen geregelt. Andere Staaten lehnten dieses jedoch ab. Chile befürchtete, dass die Vereinigten Staaten andere Länder mit Territorialanspruch wie im Spitzbergenvertrag benachteiligen würden. Als treibende Kräfte in den Diskussionen der 1970er Jahre werden die Vereinigten Staaten, Australien und Neuseeland bezeichnet.
Es dauerte nach der letzten Sitzung 1977 noch vier weitere Jahre, bis sich die Staaten auf die Einberufung außerordentlicher Treffen für die Beratungen zum Abkommen verständigen konnten. Grund für die Verzögerungen waren parallel verlaufende Konsultationen zum Übereinkommen über die Erhaltung der lebenden Meeresschätze der Antarktis, die erst 1980 endeten. Zu Beginn der 1980er Jahre begannen neben den Mitgliedsstaaten des Antarktis-Vertrags auch die Vereinten Nationen, Interesse an einer internationalen Regelung des Status Antarktikas zu zeigen. Die Staaten des Antarktis-Vertrags wollten vor diesem Hintergrund noch dringender eine eigene Regelung finden.

## Verlauf während der Verhandlungen

### Rolle des Verhandlungsführers Christopher Beeby
Der neuseeländische Diplomat Christopher Beeby bot beim Treffen 1981 in Buenos Aires an, weitere Zusammenkünfte auszurichten. Beeby wird in der späteren Analyse der Sitzungen eine große Bedeutung zugeschrieben. So habe er den Verhandlungen eine Kontinuität gegeben und zwischen allen Delegationen den Kontakt gehalten. Die Kontinuität, die Beeby ermöglichte, war insbesondere deshalb notwendig, weil der Antarktis-Vertrag nicht über ein eingerichtetes Sekretariat verfügte, das eine solche Funktion hätte ausüben können. Die Treffen der Delegationen mussten ad hoc organisiert werden und aufgrund der unterschiedlichen Orte war die Zeit für das Verhandeln begrenzt. Teilweise habe seine Arbeit darin bestanden, täglich mit Delegierten der Staaten, insbesondere jener von Nationen mit Territorialanspruch, zu telefonieren und zu beraten. Dies erwies sich insbesondere als wichtig, da die Frage der Erschließung von antarktischen Ressourcen eine neue Frage für alle Delegationen war, zugleich aber auch eine, die die Interessen der einzelnen Nationen in und an der Antarktis betraf.
Beebys diplomatisches Geschick habe dazu beigetragen, zahlreiche Schwierigkeiten zwischen den Parteien zu überwinden und die Treffen zu einem erfolgreichen Abschluss zu bringen. Wäre der Leiter aus einem Staat gekommen, der in der Angelegenheit besonders mächtig war, wäre dies zuträglich für den Erfolg gewesen. Eine solche Position nahm Neuseeland aber nicht ein. Dass der kleine Inselstaat trotzdem eine signifikante Rolle ausübte und am Ende ein Entwurf verabschiedet wurde, wird daher der Person von Christopher Beeby zugeschrieben. Auch Organisationen, die sich gegen jeden Bergbau aussprachen, wie die Antarctic and Southern Ocean Coalitions, erkannten Beebys Fähigkeit an, eine „politische Lösung“ für die Ressourcenfrage zu finden. Den ersten Entwurf zu dem Vertrag, den sogenannten Beeby draft, veröffentlichte Beeby nach einem Treffen in den Jahren 1982/1983. Neben Beebys Entwurf gab es noch einen weiteren, der als German draft bezeichnet wurde. Beide hatten zum Inhalt, dass Bergbau in der Antarktis erlaubt werden solle, sofern Umweltstandards eingehalten werden. Die Ausarbeitung Beebys setzte sich schlussendlich durch und wurde zur Grundlage für die nachfolgenden Gespräche.
Während der Verhandlungen veröffentlichte Beeby noch weitere Entwürfe, zwischen 1983 und 1987 wurden sieben sogenannte Beeby texts veröffentlicht. Die Texte waren zwar vertraulich, wurden aber durchgestochen und in Zeitschriften veröffentlicht. Die Texte selbst wurden auf der Basis von Verhandlungen und nationalen Ansichten geschrieben, dann von den nationalen Delegationen gelesen und kommentiert. Die Kommentierungen wurden dann Beeby zugeleitet, der nach weiteren persönlichen Treffen, beispielsweise mit den wichtigsten Diplomaten und Politikern, einen neuen Textentwurf schrieb und versandte. Wichtig für den Schreibprozess waren nach Angabe von Teilnehmern eine Reihe von Sitzungen in Whangaroa, zu denen Beeby in die neuseeländische Stadt eingeladen hatte. Diese Treffen sollen zwischen den Diplomaten eine effiziente Arbeitsatmosphäre geschaffen haben, sodass die Arbeit an den Entwürfen voranging. Die Beeby texts waren zwar keine formalen Verhandlungsdokumente, sondern nur Anregungen Beebys, galten aber als Grundlage der Konferenzen wie der bilateralen und multilateralen Gespräche. Sie ermöglichten den Staaten an einem Prozess der Kompromissfindung teilzuhaben, ohne sich jedoch Positionen anzuschließen. Durch seine Vorschläge und die persönlichen Treffen in Neuseeland ermöglichte es Beeby, die Besprechungen voranzubringen und nationale Ideen und Ansichten auf Reaktionen der anderen Staaten zu testen und so ein kompromissfähiges Ergebnis zu finden. Da keine formalen Noten über die Gespräche aufgezeichnet wurden, geben nur die informellen Entwürfe Beebys und die verhandelten Texte Aufschluss über die offiziellen Positionen der Staaten bei den Treffen.

### Treffen und Teilnahmestaaten
Die Treffen waren im Rahmen des Vertragssystems die vierte außerordentliche Verhandlungsrunde (Special Consultative Meeting). Das erste Treffen der Diplomaten und Politiker der Vertragsstaaten fand im Juni 1982 in der neuseeländischen Hauptstadt Wellington statt. Ursprünglich ging Neuseeland davon aus, dass die Aushandlungen bis 1983 abgeschlossen sein würden.

#### Verhandlungsprozess

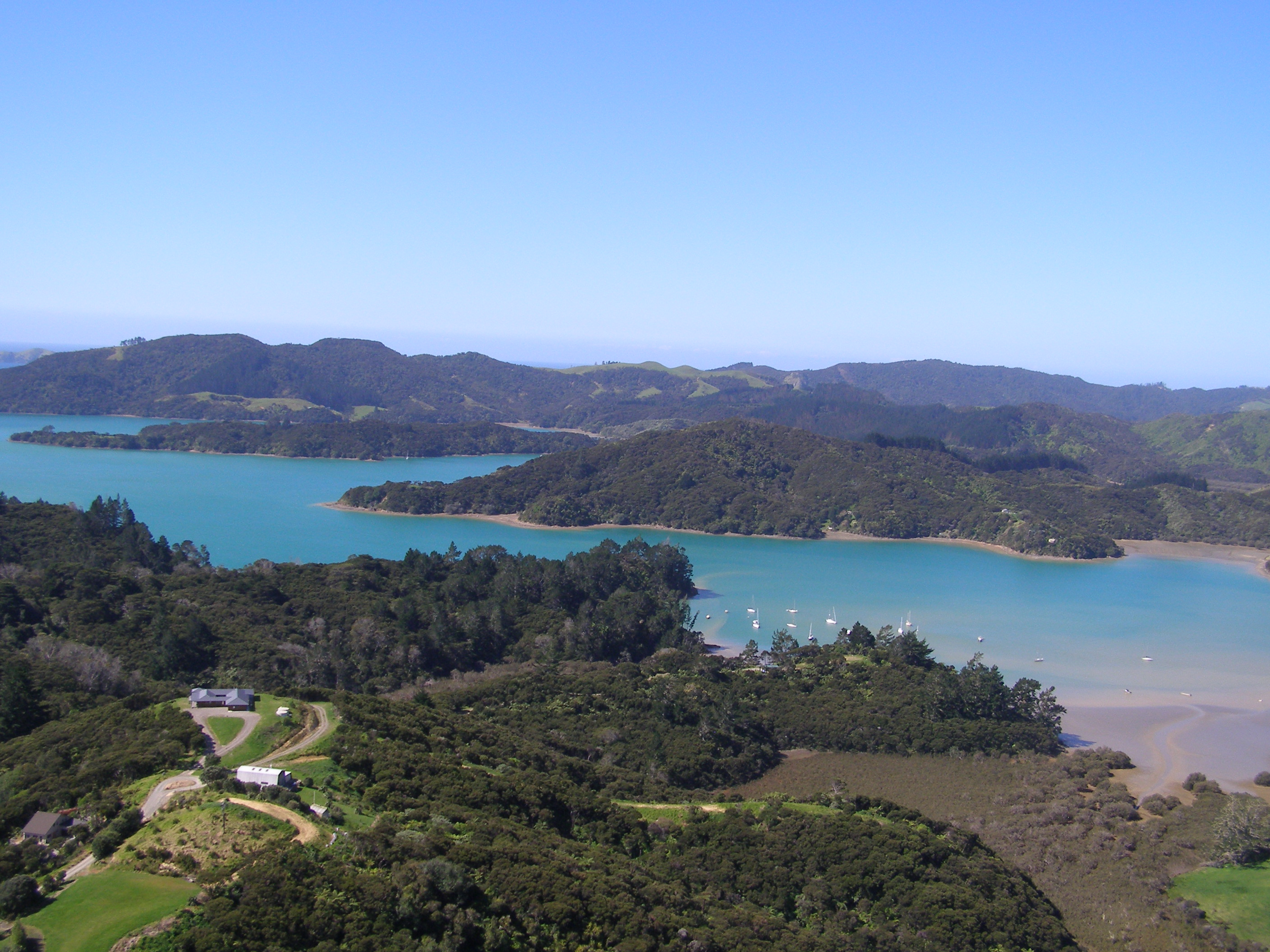
Ausblick von St. Paul’s Rock auf Whangaroa Harbour, dem Ort eines der zahlreichen Treffen der Diplomaten und Politiker

Es fanden insgesamt zwölf außerordentliche Sitzungen statt, alle mit dem Ziel eine Antarctic Mineral Convention verabschieden zu können. Die Gespräche waren unter Ausschluss der Öffentlichkeit geführt worden, meist in informellen Zirkeln und nicht im Plenarsaal mit allen Delegierten. Es gab während dieser Zeit mindestens drei ständige informelle Gruppen. Die erste war die Rechtsgruppe, sie behandelte Fragen der Haftung, Streitbeilegung und Compliance. Die zweite Gruppe, die fast nur aus den Konsultativstaaten des Antarktis-Vertrags bestand, behandelte die Frage der Institutionen und der Entscheidungsfindung. Die dritte Gruppe behandelte Fragen der Erschließung von Rohstoffvorkommen. Zentrale Staaten bei den Verhandlungen waren nach Analyse in der Literatur Neuseeland, Australien, die Vereinigten Staaten, Argentinien, Chile und das Vereinigte Königreich. Die Delegationen bestanden zum großen Teil aus Mitarbeiten der Außenministerien und Ressourcenministerien. Nur einige Delegationen bestanden aus Mitgliedern der Bergbauindustrie oder aus Mitarbeitern von Umweltministerien. Außergewöhnlich war, dass sich während der Verhandlungen Argentinien und das Vereinigte Königreich im Falklandkrieg feindlich gegenüber standen, jedoch an den Treffen ohne Proteste teilnahmen. Nicht nur diese Staaten, sondern alle hätten ein Interesse an einer gemeinsamen Nutzung der Ressourcen gehabt. Innerhalb des Verhandlungsprozesses war es teilweise sehr schwierig, die Staaten zu Kompromissen zu bewegen und politische Lösungen zu finden. Dabei fanden neben den offiziellen Treffen auch zahlreiche kleinere und informelle Treffen statt. So waren beispielsweise Anfang 1986 einige Diskussionen festgefahren und Fronten verhärtet, so unter anderem zwischen den Befürwortern von geringen Hürden für Bergbauaktivitäten und Befürworten strenger Umweltschutzvorschriften. Christopher Beeby lud zur Klärung einige zentrale Staaten (darunter Argentinien, Australien, Chile, Neuseeland, das Vereinigte Königreich und die Vereinigten Staaten, nicht aber die Sowjetunion) im März 1986 in eine abgelegene Hütte nach Whangaroa Harbour.

#### Widerstreitende Interessen verschiedener Mitglieder
Während der Jahre der Konferenzen stieg die Anzahl der Mitglieder zum Antarktis-Vertrag an. Dies wurde damit in Verbindung gebracht, dass die beitretenden Staaten an dem im Raum stehenden möglichem Bergbau partizipieren wollten. Insbesondere galt dies für die Volksrepublik China und Südkorea. Andere Staaten, die dem Vertragssystem beitraten, waren Brasilien und Indien 1983 und Uruguay 1985. Doch die verschiedenen Mitglieder waren keine homogene Gruppe.
Die Industriestaaten verlangten eine größere Repräsentation in den Institutionen, sodass sie in den Gremien, die nicht alle Mitglieder enthielten, immer vertreten gewesen wären. Dies führte zum Widerstand der Entwicklungsländer, die ihre Interessen in Gefahr sahen. Die Staaten mit einem Territorialanspruch in der Antarktis verlangten ebenso, dass sie Teil aller Gremien seien würden, die sich mit Erschließungsprojekten in „ihren Gebieten“ beschäftigen würden. Dies wurde vor allem von Japan kritisiert, einem Staat ohne einen solchen Territorialanspruch.
Zu Beginn der Verhandlungen hatten 14 Staaten den Status eines Konsultativstaats. Im Laufe der Verhandlungen kamen einige hinzu. Während die Staaten sich während der Verhandlungen doch sehr einig waren über die Ziele der Verhandlungen, darunter die Abwehr der Versuche der Staatengemeinschaft die Antarktis zu regeln und einen gewissen Schutz der Ökosysteme zu ermöglichen, waren sie über den Inhalt der Regelungen zum Teil sehr zerstritten. Denn die Gruppe der Konsultativstaaten, also der Staaten, die bei den Konsultativtagungen Stimmrecht haben, war sehr unterschiedlich besetzt. Die erste Unterteilung bestand zwischen den Staaten, die einen Anspruch auf einen Teil der Antarktis erhoben hatten, und denen ohne einen solchen Anspruch. Die zweite Unterteilung bestand zwischen Entwicklungsländern und Industrieländern. Die letzte große Unterteilung bestand zwischen den Staaten, die ein Interesse an Bergbauaktivitäten in der Antarktis hatten, und solchen, die kein Interesse bekundeten. Diese Unterscheidungen führten zu zum Teil konträren Positionen. So forderten die Staaten mit Territorialanspruch, dass sie eine herausragende Rolle bei der Verteilung von Lizenzen spielen sollten, während die anderen Konsultativstaaten dies ablehnten. Um zwischen diesen Positionen einen Ausgleich zu finden, wurden insbesondere die Zusammensetzungen der geplanten Institutionen immer wieder verändert und angepasst, um zum einen eine kollektive Verwaltung zu ermöglichen, zum anderen aber auch den Staaten mit Territorialanspruch keine Rechte abzusprechen. Zum Teil ließen die Staaten aber auch gewisse Fragen für spätere Verhandlungen offen und konzipierten CRAMRA mehr als einen Rahmen als ein komplett ausdifferenziertes System.
Im Rahmen der ersten Jahre kamen zahlreiche Vorschläge für den Vertragstext von den Vereinigten Staaten. So waren die später im endgültigen Abkommen stehenden Institutionen in ihren Grundsätzen in den amerikanischen Vorschlägen angelegt. Ein automatisches Vergabesystem von Bergbaulizenzen an einen Antragssteller, der gewisse Voraussetzungen erfüllt, wurde gleichwohl von den anderen Staaten zurückgewiesen. Zusammen mit der Bundesrepublik Deutschland und Japan vertraten die Vereinigten Staaten den Ansatz, dass die Erschließung von Ressourcen unabhängig von Territorialansprüchen möglich sein sollte. Sie wurden durch das Vereinigte Königreich und Frankreich unterstützt, obgleich beide Staaten selbst einen Territorialanspruch auf die Antarktis aufrechterhielten. Die Staaten mit aktiver Bergbauindustrie, namentlich Australien und Südafrika, unterstützen teilweise eine nicht diskriminierende Erschließung, hatten jedoch auch die Sorge, dass ihre nationalen Bergbauindustrien durch die Konkurrenz geschädigt werden könnten.

### Kritik im Rahmen der Verhandlungsrunden
Viele Umweltschutzorganisationen wie Greenpeace und die Antarctic and Southern Ocean Coalition protestierten gegen einen Vertrag, der Bergbau in der Antarktis einführen würde. Als sie allerdings erkannten, dass die Verhandlungen voranschritten, versuchten die Organisationen sich zu beteiligen und ihre Meinungen einzubringen. Ihnen ist zuzuschreiben, dass im Laufe der verschiedenen Entwürfe Beebys die Umweltschutzvorschriften verschärft und klarer formuliert wurden. Dies taten sie zum Teil durch die Erzeugung öffentlichen Druckes. Die durchgestochenen Beeby texts wurden von Greenpeace und ASOC in der Zeitschrift ECO analysiert und kritisiert. Trotzdem war ihr Einfluss wohl nur deshalb so bedeutend, weil es kaum Unternehmen gab, die für einen offeneren Zugang zu den Ressourcen der Antarktis Lobbyismus betrieben. Die meisten der gefundenen Ressourcen galten noch immer als nur mit zu großem Aufwand zu erschließen und so war das wirtschaftliche Interesse einzelner Unternehmen Lobbyismus zu betreiben nicht sehr hoch. Die grundsätzliche Kritik an den Verhandlungen wurde jedoch unter anderem vom neuseeländischen Premierminister David Lange zurückgewiesen.

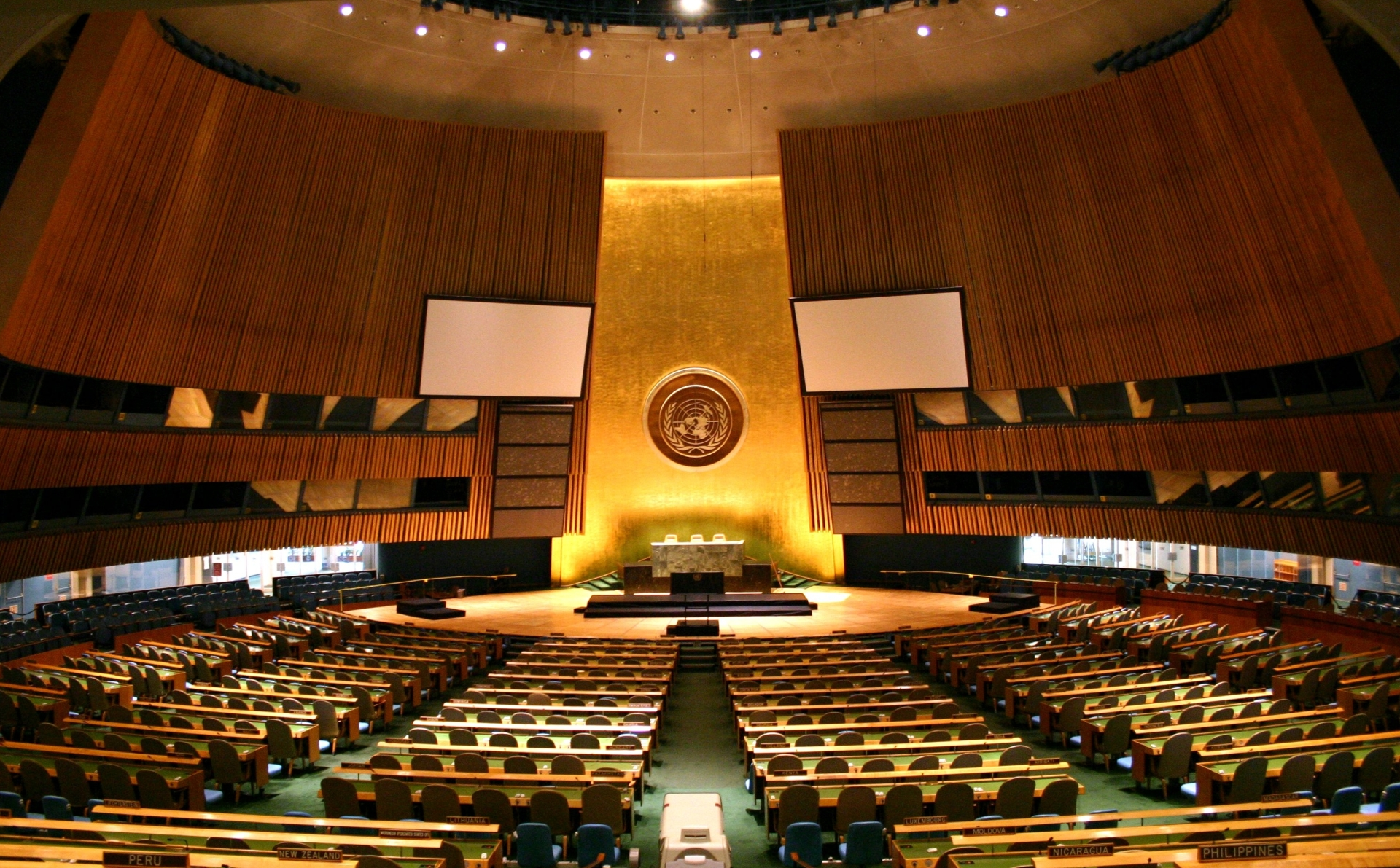
Saal der UN-Generalversammlung

Viele Entwicklungsländer, die den Antarktis-Vertrag nicht ratifiziert hatten, kritisierten, dass es ihnen nach den veröffentlichten Entwürfen nicht möglich sein sollte, an den Entscheidungen der Institutionen teilzuhaben und sich auch selbst an der Erschließung der Antarktis zu beteiligen. Diese Kritik war dabei nicht auf CRAMRA beschränkt, sie war grundsätzliche Kritik am Antarktis-Vertrag. Nach der Ansicht, die einige Staaten vertraten, war Antarktika als Kontinent gemeinsames Erbe der Menschheit und sollte allen Staaten zugutekommen und nicht nur den wenigen Vertragsstaaten. Diese reagierten auf die Kritik, indem sie den Entwicklungsländern zu einem Beitritt zum Antarktis-Vertrag rieten. In der Generalversammlung der Vereinten Nationen von 1983 wurde die Frage der antarktischen Ressourcen diskutiert und Staaten brachten ihre Kritik vor. Im Jahr 1983 wurde das Thema von Malaysia auf die Tagesordnung gesetzt, es blieb auch noch bis 1990 Thema der Generalversammlungen. Ein Kritikpunkt war auch die Beteiligung Südafrikas, das zu diesem Zeitpunkt noch immer Apartheidregime war. Die Vereinten Nationen forderten von den Staaten des Antarktis-Vertrages zum einen das Ende der Verhandlungen, bis mehr Staaten partizipieren könnten, und zum anderen den Ausschluss Südafrikas. Im Dezember 1988 gab es zwei Resolutionen (A43/83 A-B), die die Weiterführung kritisierten.
Die Staaten des Antarktis-Vertrages lehnten die Forderung, Antarktika als gemeinsames Erbe der Menschheit anzuerkennen, ab. Bei ihrem Treffen in Rio de Janeiro 1985 fanden sich diese Forderungen nach den ersten Debatten in der Generalversammlung in keinem Entwurfsvorschlag. Das Treffen blieb aber nicht ohne Ergebnis; es wurden einige wichtige Schlüsselentscheidungen getroffen, so die Einrichtung einer speziellen Runde der Mitgliedsstaaten (Special Meeting of States Parties) und die Zusammensetzung der Komitees. Die bei dem Treffen in Rio beschlossenen Entscheidungen werden als Rio-package bezeichnet. Die Beschlüsse gingen zunächst nur an die Konsultativstaaten des Vertrages, nicht an die Nicht-Konsultativstaaten.

### Abschluss des Vertrages
Im Jahr 1988 fand vom 2. Mai bis 2. Juni die finale Runde des Fourth Special Antarctic Treaty Consultative Meeting On Antartical Mineral Ressources statt. Das Abkommen, auch Antarctic Mineral Convention genannt, wurde in diesem Rahmen am 2. Juni verabschiedet. Nach dem Ort des Treffens wird das Übereinkommen auch manchmal als Wellington Convention, Wellingtoner Konvention oder Wellingtoner Übereinkommen bezeichnet. In der deutschen Literatur sind verschiedene Langnamen in Gebrauch. Zusätzlich hatten sich die Mitgliedsstaaten, zu diesem Zeitpunkt 33, darauf geeinigt, dass bis zum Inkrafttreten des Übereinkommens die Staaten sich mit Bergbauprojekten zurückhalten würden, und sie verabschiedeten eine Schlussakte, in der sie einige zentrale Definitionen des Vertrages festlegten. Die Konsultativstaaten, die diesem Treffen beiwohnten, waren Argentinien, Belgien, Brasilien, Chile, die Volksrepublik China, die Bundesrepublik Deutschland, die Deutsche Demokratische Republik, Frankreich, Indien, Italien, Japan, Neuseeland, Norwegen, Polen, Südafrika, die Sowjetunion, das Vereinigte Königreich, die Vereinigten Staaten und Uruguay. Die damaligen Nicht-Konsultativstaaten, die das Abkommen verabschiedeten, waren Bulgarien, Dänemark, Ecuador, Finnland, Griechenland, Kanada, Niederlande, Papua-Neuguinea, Peru, Rumänien, Schweden, Südkorea und die Tschechoslowakei.
Der verabschiedete Text ist größtenteils deckungsgleich zum dritten Vorschlag Beebys. Nach Beeby selbst war CRAMRA eine Besonderheit im Völkerrecht; so biete der Vertrag einen Maßnahmenkatalog, der nicht wie vergleichbare Regime reaktiv, sondern präventiv eingreife. Direkt nach Verabschiedung wurde CRAMRA vorgeworfen, dass er eine „Einladung zum Bergbau“ sei. Beeby wies diesen Vorwurf zurück und sprach davon, dass die Regelung das Gegenteil enthalte, biete das Abkommen doch strikte Umweltschutzmaßnahmen. CRAMRA unterschied zwischen drei Formen der Aktivitäten, Suche (prospecting), Erkundung (exploration) und Erschließung (development). Für die Erlaubnis einer Aktivität war eine strenge Umweltverträglichkeitsprüfung vorgeschrieben. Von Kritikern wurde vorgebracht, dass der bisherige unsichere rechtliche Status der Antarktis Unternehmen von teuren Investitionen abgehalten hätte. Durch die Einführung von Regularien würde dieser bisher bestehende Schutz wegfallen. Der Bergbau würde dadurch, wenn auch nur indirekt, gefördert. Viele Staaten, so unter anderem Brasilien und andere lateinamerikanische Länder, sahen am Ende einen guten Ausgleich zwischen wirtschaftlichen und umweltpolitischen Interessen verwirklicht. Rüdiger Wolfrum analysiert, dass die grundlegende Philosophie von CRAMRA aber vor allem die Abwehr der Möglichkeit einer Regelung der Antarktis durch die Staatengemeinschaft oder andere Akteure darstellte.
Das Abkommen sollte nach Artikel 62 in Kraft treten, sobald es 16 Mitgliedsstaaten des Antarktis-Vertrages es ratifiziert hätten. Alle Staaten mit einem Territorialanspruch in der Antarktis sowie fünf Entwicklungsländer mussten den Vertrag ratifizieren, damit er in Kraft treten konnte. Der Text des Dokumentes wurde in Chinesisch, Englisch, Französisch, Russisch und Spanisch ausgehandelt. Zwischenzeitlich waren auch andere Vertragssprachen im Gespräch. So hatte die Bundesrepublik verlangt, dass auch Deutsch repräsentiert sein sollte. Daraufhin verlangten auch andere Staaten einen Vertragstext in ihrer Landessprache. Vor diesem Hintergrund ließ der sechste Entwurf des Vorsitzenden es zunächst offen, dass Vertragstexte in Deutsch, Japanisch, Norwegisch und Portugiesisch veröffentlicht werden konnten. Vertragstexte in diesen Sprachen wurden jedoch nie formuliert.

## Vertragsinhalte
Das Mineralienabkommen enthält 67 Artikel und 12 zusätzliche Artikel im Annex über die Errichtung eines Tribunals im Streitfall und definierte generelle Prinzipien und spezifische Obligationen. Artikel 9 wiederholte die Regelungen des Antarktis-Vertrages, welche die rechtliche Entscheidung über die Territorialansprüche aufschob. Das Abkommen räumte jedoch den Staaten mit Territorialanspruch an verschiedenen Stellen, wie bei der Besetzung von Institutionen, einen Vorrang ein. Die jeweiligen staatlichen Gebietsansprüche wurden und werden international nicht anerkannt. Der Umstand der teilweisen Privilegierung der Staaten mit einem solchen Anspruch wird als eine rechtliche Bedeutung des aufgegebenen Vertrages für die Situation in der Antarktis gesehen, obwohl CRAMRA selbst nicht in Kraft trat. Neben der Regelung der Besetzung von Institutionen und dem Vorrang beim Inkrafttreten galten die Regelungen des Abkommens, insbesondere die Umweltschutzvorschriften für alle Staaten gleichermaßen. Eine Änderung des Inhaltes wäre nach Inkrafttreten erst nach weiteren zehn Jahren möglich gewesen.
CRAMRA wurde im Rahmen des Antarktis-Vertrags verhandelt und es ist umstritten, wie die Regelungen zum Hauptvertrag gestanden hätten. Eine Ansicht war, dass das Abkommen vertragsqualifizierend gewesen wäre, also der Antarktis-Vertrag an sich Bergbau ohne Einschränkungen erlaubt hätte. Demnach hätte CRAMRA die Rechte des Hauptvertrages eingeschränkt. Eine andere Auffassung ging davon aus, dass die 1988 verabschiedeten Artikel vertragsergänzend gewirkt hätten, wobei der Antarktis-Vertrags somit keine Obligationen zum Bergbau aufstellen wollte (sogenanntes pactum de non contrahendo). Folglich hätte das Übereinkommen eigenständige Regelungen aufgestellt. Teilweise wurde sogar die Meinung vertreten, dass der Antarktis-Vertrag Bergbau bereits verbieten würde. Da auch im Völkerrecht der Grundsatz pacta sunt servanda gilt, wäre das Mineralienabkommen damit sogar eine Änderung des Antarktis-Vertrages gewesen.

### Mitgliedschaft und Geltungsgebiet
Die Mitgliedschaft im Abkommen stand jedem Mitglied des Antarktis-Vertrags offen. Das bedeutet im Umkehrschluss, dass internationale Organisationen kein Mitglied werden konnten. Im Gegensatz zum vor CRAMRA verhandelten Abkommen CCAMLR konnten auch keine Staaten Mitglied werden, die ein Interesse an Forschungs- oder Abbauaktivitäten gehabt hätten, aber kein Mitglied des Antarktis-Vertrags wären.

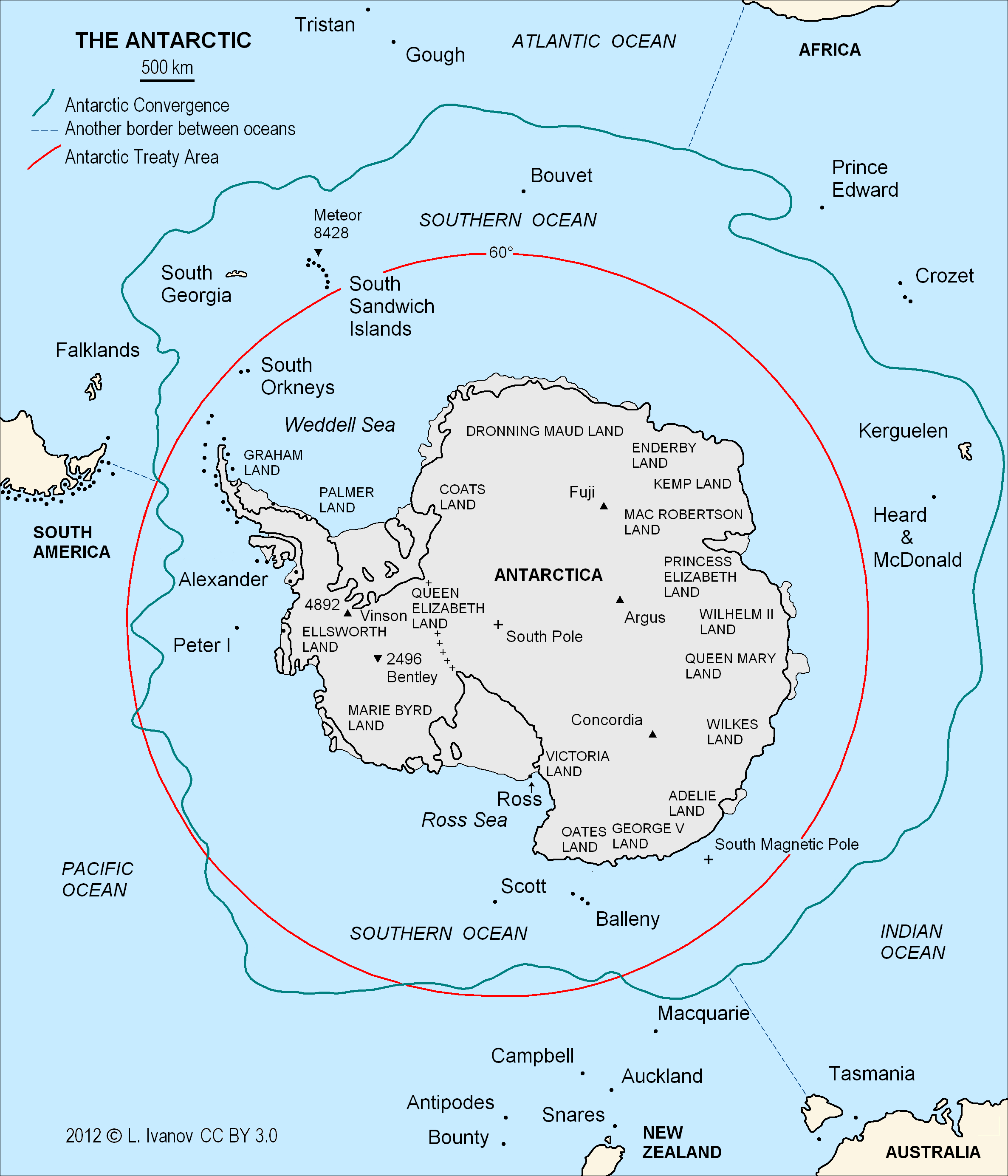
Die rot markierte 60-Grad-Linie gibt das ungefähre Vertragsgebiet an

Das Abkommen sollte für das Gebiet südlich des 60. südlichen Breitengrades gelten. Damit folgte CRAMRA der Definition des Geltungsgebietes des Antarktis-Vertrags, erweiterte das Vertragsgebiet jedoch noch darüber hinaus. CRAMRA sollte auch für den Meeresboden auf dem Kontinentalsockel vor Antarktika gelten sollte, selbst wenn dieser nördlich der 60 Grad Marke liegt. Gehört der Kontinentalsockel zu einer Insel nördlich der 60-Grad-Marke, wird der Bereich nicht zum Vertragsbereich gezählt. An einigen Stellen war das Gebiet aufgrund der Ansprüche von Chile, Argentinien und Australien auf gewisse Meeresgebiete aber auch kleiner als das des Antarktis-Vertrags. Zum Zeitpunkt der Verabschiedung hatten nicht alle Staaten mit Territorialanspruch klargemacht, ob sie auch Ansprüche auf die Meeresgebiete erheben würden, das Übereinkommen war allerdings darauf gerichtet, auch Gebiete des Ozeans und Erschließung und Bergbau in diesen Gebieten zu regulieren und die Umweltvorschriften darauf anzuwenden. Zwar umschloss auch die Regelung des Antarktis-Vertrags die Meeresgebiete, mit der Regelung im CRAMRA wäre den Staaten mit Territorialanspruch eine Ausschließliche Wirtschaftszone gewährt worden, was international höchst umstritten war. Das Übereinkommen bezieht sich nicht auf den Tiefseeboden.

### Institutionen
Bei Inkrafttreten hätte das Abkommen einige Institutionen eingerichtet. Vorgesehen war unter anderem die Antarctic Minerals Resources Commission oder Antarctic Mineral Resource Commission. Sie sollte in Neuseeland tagen. Ständige Mitglieder wären jene zwanzig Konsultativstaaten geworden, die bis November 1988 diesen Status erlangt hatten. Temporäre Mitglieder wären die Staaten gewesen, die mit der Maßnahme verbunden waren, beispielsweise aufgrund ihrer Eigenschaft als Sponsor der Aktivität. Die Kommission wäre zuständig gewesen nach Konsensbeschluss der Mitglieder ein ausgewähltes Gebiet für Erkundung und Abbau freizugeben. Sie war weiterhin damit beauftragt, für alle notwendigen Maßnahmen zum Schutz der antarktischen Umwelt und angrenzender Ökosysteme zu sorgen. Damit wäre es ihr auch möglich gewesen, Gebiete auszuweisen, in denen keinerlei oder nur in reduzierter Weise Bergbau hätte stattfinden dürfen. Eine Unternehmung konnte in einem Gebiet erst beantragt werden können, wenn die Kommission auswies, dass Bergbau in dem Gebiet im Einklang mit den Umweltvorschriften möglich sei. Die Kommission konnte unter Artikel 41 auch festlegen, welche Rohstoffe abgebaut werden dürften, und Regeln für den Abbau aufstellen. Die Überwachung der Unternehmungen hätte ein zusätzliches Regulatory Committee übernommen. In ihm hätten nur ein Teil der Mitgliedsstaaten gesessen, nach Vorschlag des Vorsitzenden wären zehn Mitglieder ausgewählt worden. Vier hätten aus der Gruppe der Staaten mit Territorialanspruch gewählt werden müssen. Jeder Konsultativstaat mit Anspruch sollte im Zusammenhang zu dem Gebiet der Aktivität Mitglied sein. Ebenso sollte die Gruppe der Entwicklungsländer ausreichend repräsentiert werden. Dies bedeutete, dass drei Staaten aus dieser Gruppe Mitglied sein sollten. Ein Komitee wäre für jedes von der Kommission ausgewiesenes Gebiet gegründet worden. Diesen Komitees wäre nach Einschätzung in der Literatur die Hauptaufgabe für die Überwachung des Umweltschutzes zugefallen. Sie hätten die Genehmigungen für die einzelnen Unternehmungen anhand der Entscheidungen der Kommission erteilt. Das Komitee hätte eine Unternehmung jederzeit stoppen können, sofern es die Gefahr eines Schadens für die Umwelt gesehen hätte. Für Verstöße gegen das Übereinkommen sollten auch Geldbußen verhängt werden können. Kritisiert wurde, dass Entscheidungen des Komitees nicht von der Kommission überprüfbar wären.
Die dritte Institution wäre ein Scientific, Technical and Environmental Advisory Committee (deutsch auch Ratgeberausschuss) gewesen. Diese Einrichtung hätte die Kommission dahingehend beraten, ob ein Gebiet für den Bergbau hätte freigegeben werden können. Kritisiert wurde, dass das Komitee nur beratende Funktion hatte. Es würde den entscheidenden Gremien zwar die Informationen liefern, diese könnten die Analysen aber auch verwerfen und so gegen wissenschaftliche Erkenntnisse handeln. Ein Special Meeting of Parties wäre ein spezielles Treffen gewesen, in dem alle Vertragsparteien sich äußern konnten, eine Entscheidungsfunktion hatte das Gremium jedoch nicht. Neben diese Gremien sollte ein Sekretariat und ein Schiedsgericht für Streitigkeiten treten.

### Regelungen zum Umweltschutz
CRAMRA unterschied zwischen drei Formen der Aktivitäten, Suche (prospecting), Erkundung (exploration) und Erschließung (development). Für die Erlaubnis war eine strenge Umweltverträglichkeitsprüfung vorgeschrieben. Dabei handelte es sich um ein präventives Verbot mit Erlaubnisvorbehalt. Das Abkommen enthielt einen spezifischen Mechanismus für die Analyse der Umweltverträglichkeit. Artikel 2 Abs. 3 sah als Prinzip vor, dass die Vertragsparteien bei jedem Aufkommen von Bergbauaktivitäten den Schutz der Umwelt und die Sicherheit der Unternehmung für die Umweltsysteme Vorrang einräumen müssten. Andere Prinzipien sehen den Schutz des Kontinents für wissenschaftliche Unternehmungen vor und die Gleichbehandlung aller Parteien unter Berücksichtigung der Belange der internationalen Gemeinschaft.
Neben diesen Prinzipien sah die Entscheidung über Bergbauaktivitäten einige aufgelistete Anforderungen vor. So musste jede Entscheidung nach Artikel 4 Abs. 1 auf ausreichenden Informationen für die Einschätzung der Auswirkungen beruhen. Sofern solche Informationen nicht zur Verfügung standen, sollte keine Aktivität zugelassen werden. Ebenfalls durfte keine Erlaubnis erteilt werden, wenn möglich gewesen wäre, dass das Vorhaben sich auf die Wasser- oder Luftqualität signifikant auswirken würde oder signifikante Änderungen in einem Ökosystem zu erwarten wären. Auch durfte es zu keiner Änderung von Ausbreitung, Häufigkeit oder Aktivität in Flora oder Fauna oder zu einer Verschlechterung in Gebieten mit besonderer biologischer, wissenschaftlicher, historischer oder ästhetischer Bedeutung kommen. Eine Aktivität konnte nur stattfinden, wenn diese Gefahren sicher vermieden werden konnten. Dafür mussten für jedes Vorhaben ausführliche Beurteilungen eingeholt werden. Selbst wenn eine Aktivität genehmigt wurde, verpflichtete Artikel 12 alle Aktivitäten, Einrichtungen und Ausrüstung ständig zu überprüfen. Wissenschaftler warnten jedoch davor, dass die Antarktis ein Gebiet ist, in dem häufig Stürme, Eisberge oder ähnliche Gefahren für Aktivitäten entstehen, die dann zu einer Gefahr für die Umwelt führen könnten. Aufgrund der isolierten Lage wäre es dann auch nicht möglich für einen Staat so eine Gefahr abzuwenden. Die Vorschriften ließen die Möglichkeit für touristischen Nutzen, den es als „etablierten Nutzen Antarktikas“ bezeichnete. CRAMRA stellte eine Rahmenkonvention dar. Es regelte selbst keine konkreten Maßnahmen zum Schutz, sondern nur die Durchführung solcher Maßnahmen.
Der Begriff der Signifikanz eines Schadens, der zentral für die Geltung vieler Vorschriften ist, ist im vereinbarten Text oder der Schlussakte von 1988 nicht definiert. Man ging davon aus, dass die Kommission oder das Regulatory Committee hierfür eine Definition überlegen würde. Auch blieben die Bestimmungen vage, was unter ausreichende Information oder Schaden zu verstehen sei. Eine Hauptkritik blieb, dass trotz starker Umweltschutzvorschriften die Vertragsstaaten für die Durchsetzung verantwortlich gewesen wären. Jeder Staat hätte somit durch nachsichtigere Durchsetzung den Schutz der Konvention möglicherweise umgehen können. So hätten viele unbestimmte Rechtsbegriffe dazu führen können, dass der Zweck CRAMRAs unterlaufen worden wäre. Jedoch ließ CRAMRA im Vergleich zu anderen Umweltschutzvorschriften auch einen möglichen Schaden für mit der Antarktis verbundene Ökosysteme ausreichen, was im Vergleich zu äquivalenten Regelungen ein erhöhtes Schutzniveau bedeutet hätte.
Artikel 8 hätte jeden Betreiber einer Aktivität dazu verpflichtet, Präventions- und Schutzmaßnahmen durchzuführen und bei einer Gefahr für die Umwelt die Auswirkungen rückgängig zu machen. Dem Betreiber wurden strenge Haftungsmaßstäbe für jeden Schaden an den Umweltsystem aufgelegt, unabhängig, ob der Schaden von der Bergbauaktivität oder von einer damit im Zusammenhang stehender Handlung oder einem Gegenstand herrührte. Auch für die Beseitigung durch eine dritte Partei würde der Betreiber haften. Einzig eine Haftung für Naturkatastrophen, die der Betreiber nicht hätte vorhersehen können, wurde beschränkt. Der Vertrag schränkte die Haftung für die Fälle ein, in der die Naturkatastrophe nicht vorhersehbar gewesen sei. Die Vorschriften wurden als strikt eingestuft. Jeder Betreiber musste einen Staat haben, der das Unternehmen förderte. Dieser Staat war für die Einhaltung der Vorschriften zusätzlich verantwortlich. In dieser Vorschrift wurde zum Teil eine mögliche Schwächung des Umweltschutzes gesehen. Ein Betreiber könnte einen Staat suchen, der die Vorschriften nachsichtig auslegt, und ein Staat könnte lasche Regeln vorschreiben, um Betreiber anzuziehen. Diese Gefahr wurde unter anderem damit begründet, dass die strengen Regeln des Allgemeinen Zoll- und Handelsabkommens von 1948 nicht auf Antarktika Anwendung fanden. In einer umfassenden Analyse nennt Rüdiger Wolfrum die Haftungsvorschriften revolutionär. So umfasst die Haftung nicht nur Umweltschäden der Antarktis, sondern auch daran anschließende Schäden an Ökosystemen und Personenschäden sowie Ersatz von Schutz- und Beseitigungsmaßnahmen.
Neben der Haftung des Betreibers sahen die Artikel eine Staatshaftung des fördernden Staates vor. Sofern es dem Betreiber nicht möglich ist, die Gefahr einer Schädigung der Umwelt zu umgehen, so geht die Handlungspflicht auf den Staat über. Auch haftet der Staat für alle Schäden, die der Betreiber nicht ersetzen kann. Rechtsgrund für die Haftung ist die Pflicht des Staates für die Einhaltung zu sorgen. Eine solche Haftung sieht der Haftungsannex des Umweltschutzprotokoll nicht vor.
Zwar regelte CRAMRA die Erschließung von Rohstoffen, es ließ jedoch offen, ob Eis als Rohstoff galt. Daher wurde angenommen, dass der rechtliche Status des Eises und des Abbaus nicht geregelt wurde und von den Vertragsstaaten anders hätte gelöst werden müssen.

### Streitbeilegung
Das Abkommen sah im Gegensatz zu den anderen bis 1988 beschlossenen Verträgen im System des Antarktis-Vertrages ein verpflichtendes Streitbeilegungssystem vor. Sofern es sich um eine Frage der Auslegung, der Anwendbarkeit, eine Maßnahme oder einen Plan der Kommission oder der Komitees handelt, sollte entweder der Internationale Gerichtshof anzurufen sein oder ein dafür einberufenes Schiedsgericht zuständig sein. Sofern es sich um eine Frage der Souveränität eines Staates handeln würde, wäre keines der beiden Gerichte angerufen worden. Grundsätzlich konnten sich die Mitgliedsstaaten von den Streitbeilegungsregularien für gewisse Streite ausnehmen (Vorbehalt), für Streitigkeiten im Bezug auf eine Norm oder eine Maßnahme zum Schutz der Umwelt waren die Regeln allerdings zwingend. Diese Maßnahmen waren zunächst nur für die Auseinandersetzungen von Staaten ausgelegt. Für Fragen im Zusammenhang mit einem Betreiber einer Aktivität, also beispielsweise eines Unternehmens, wurde die Kommission befugt eigene Regeln aufzustellen. In der Verpflichtung zur Streitbeilegung wurde ein möglicher Vorteil für einen effektiven Umweltschutz gesehen.

### Andere Regelungen
Das Abkommen definierte Konsens als die „Abwesenheit von formalem Widerspruch“. Diese Definition wurde zur Interpretation von Konsens unter dem Antarktis-Vertrag. Diesen Konsens in den Gremien bedurfte es zur Genehmigung einer Aktivität. Weiterhin bestanden Überwachungs- und Verfahrenspflichten für jeden zugelassenen Bergbau, ein Unternehmen hätte unter anderem nicht beginnen dürfen abzubauen, bevor das Gebiet ausreichend erforscht ist. Ob ein Gebiet ausreichend erforscht ist, wäre durch Konsensbeschluss der Mitgliedsstaaten entschieden worden. Während beim Übereinkommen über die Erhaltung der lebenden Meeresschätze der Antarktis ein Konsensbeschluss notwendig ist, um eine Aktivität zu beschränken, sah CRAMRA einen Konsensbeschluss vor, um überhaupt Aktivitäten zuzulassen.

## Stand der Unterzeichnungen und Ratifikationen
Die Dokumente des Vertrages werden von der neuseeländischen Regierung aufbewahrt. Neun Staaten unterzeichneten den Vertrag am 25. November 1988. Seitdem war es für ein Jahr jedem Mitgliedsstaat des Antarktis-Vertrages möglich, beizutreten, ab diesem Zeitpunkt jedem Staat. Das Abkommen tritt in Kraft, wenn ihn mindestens 16 Mitgliedsstaaten, darunter die sieben Staaten mit Territorialanspruch, ratifiziert haben. Den Vertrag hat bisher noch kein Staat ratifiziert. Bisher haben folgende Staaten den Vertrag unterzeichnet.
| Staat                           | Unterzeichnungsdatum |
| ------------------------------- | -------------------- |
| Argentinien                     | 17. März 1989        |
| Brasilien                       | 25. November 1988    |
| Chile                           | 17. März 1989        |
| Volksrepublik China             | 28. Juni 1989        |
| Deutsche Demokratische Republik | 21. Februar 1989     |
| Dänemark                        | 24. Februar 1989     |
| Finnland                        | 25. November 1988    |
| Japan                           | 22. November 1989    |
| Neuseeland                      | 25. November 1988    |
| Norwegen                        | 25. November 1988    |
| Polen                           | 24. Februar 1989     |
| Schweden                        | 25. November 1988    |
| Südafrika                       | 25. November 1988    |
| Südkorea                        | 25. November 1988    |
| Sowjetunion                     | 25. November 1988    |
| Tschechoslowakei                | 21. November 1989    |
| Uruguay                         | 25. November 1988    |
| Vereinigtes Königreich          | 22. März 1989        |
| Vereinigte Staaten              | 30. November 1988    |

## Rezeption und Widerstand
Das verabschiedete CRAMRA erhielt unterschiedliche Einschätzungen. So wurde ihm zugestanden, dass es innovative Regelungen enthielt. Als Beispiel wurde hier das ausgehandelte System der subsidiären Staatenverantwortlichkeit genannt. So hätte ein Staat für Schäden gehaftet, die ein von ihm gefördertes Unternehmen verursacht hätte, sofern die Schäden nicht entstanden wären, wenn der Staat seine von ihm unter den Antarktisverträgen geforderten Pflichten eingehalten hätte. Die Staaten hatten also eine Pflicht zur Überwachung jeder Unternehmung in der Antarktis. Auch sei CRAMRA nach Einschätzung ein erfolgreicher Versuch gewesen die unterschiedlichen Interessen der Staaten mit Territorialanspruch und der anderen Mitgliedsstaaten sowie von Entwicklungsstaaten und Industriestaaten in einen Ausgleich zu bekommen. Es sollte ebenso einen Ausgleich geschaffen werden zwischen dem Naturschutz und dem Interesse der Erschließung der antarktischen Ressourcen. Dabei wird CRAMRA zugesprochen für die 1990er einige der strengsten Umweltschutzvorschriften verabschiedet zu haben. Das Entwicklungsland China sah in der Verabschiedung einen großen Erfolg. Zum einen sah es einen Vorteil in den Regularien für seine Wirtschaft, zum anderen war es das erste Dokument im Antarktis-Vertragssystem, das in chinesischer Sprache verfasst worden war. Vertreter Chinas betonten, dass die Ressourcen in der Antarktis wichtig sein könnten für die weitere Entwicklung. So unternahm das Land immer weitere Expeditionen nach Antarktika.
Neben diesen positiven Einschätzungen überwogen jedoch zahlreiche negative Stimmen. Ein Kritikpunkt, der auch schon bei den Generalversammlungen der Vereinten Nationen aufgekommen war, war die Frage der Souveränität über die Antarktis. So hätte sich die Situation der Antarktis insoweit geändert, dass die Vertragsstaaten de facto Souveränität über den Kontinent bekommen hätten. Damit würde das Abkommen laut seinen Kritikern das common heritage principle des internationalen Rechtes ignorieren. Ein Indiz für diese Ansicht sei der Umstand, dass den Vereinten Nationen keine Rolle eingeräumt wird. Auch wird eine Abkehr von dem Grundsatz darin gesehen, dass ein eventueller Gewinn aus Bergbau nicht mit allen Staaten geteilt werden würde. Damit hätte CRAMRA im Gegensatz zu dem UN-Seerechtsübereinkommen gestanden, das so eine Teilung von Umsätzen aus Bergbau am Meeresboden außerhalb des nationalen Hoheitsgewässer vorsieht. Trotz dieser Kritik wird eingestanden, dass CRAMRA die Möglichkeit der Zusammenarbeit zwischen Vertragsstaaten und Nicht-Vertragsstaaten vorsieht. Auch sah es in Artikel 6 eine größere Beteiligung von Entwicklungsländern unter den Vertragsstaaten vor. Trotzdem sahen einige Analysen in den Vorschriften kaum einen Anreiz für Entwicklungsländer beizutreten. Teilweise wurde in der geringen Repräsentanz von Entwicklungsländern und ihren Interessen in den Institutionen und Vorschriften die Gefahr gesehen, dass sich diese Staaten irgendwann auch über die Regelungen des Antarktis-Vertrages hinwegsetzen, sofern sie nicht eingebunden werden würden. Andere Analysen waren wohlwollender und sahen sogar die Interessen der Entwicklungsländer gut repräsentiert. Der Vorsitzende der brasilianischen Delegation bei den Verhandlungen Antonio Guerreiro schloss sich der Kritik an, dass die Interessen der Entwicklungsländer nicht genug berücksichtigt seien, sah die erreichten Regularien für Entwicklungsländer aber als Teilerfolg.
Während Christopher Beeby, der Leiter der Verhandlungsrunden, in dem Abschluss des Abkommens die Abwendung einer politischen Gefahr für die Antarktis gesehen hatte, wurde auch die Gefahr politischer Konflikte gesehen. Begründet wurde dies mit historischen Erfahrungen mit anderen Gebieten, die sich für wirtschaftliche Nutzung öffneten. Die Kritik der Gremien der Vereinten Nationen nach Verabschiedung wird unterschiedlich eingeschätzt. Teilweise wird ihr Einfluss als gering eingestuft, teilweise wird ihr eine wichtige Rolle in der Begründung der späteren Abkehr zugestanden. So waren die Vertragsstaaten durch einige Änderungen auf Kritik eingegangen und einige prominente Entwicklungsländer waren zu Mitgliedstaaten aufgestiegen. Einige Staaten befürchteten gleichwohl einen Alleingang der Vereinigten Staaten, hatten diese einen technologischen Vorsprung und einen Erfahrungsvorsprung aufgrund der Ölfelder in Alaska. Dort hatten die Vereinigten Staaten im Rahmen der Trans-Alaska-Pipeline gelernt, Ressourcen auch in Gebieten mit beispielsweise Permafrost zu erschließen.
Bereits seit Beginn der Verhandlungen hatten Umweltorganisationen Kritik geäußert. Dies riss auch nach Verabschiedung nicht ab. Einige Organisationen hielten jegliche Erschließung für untragbar und forderten das Verbot jeglichen Bergbaus, einige tolerierten zwar eine teilweise Erschließung, hielten die Bestimmungen gleichwohl für zu schwach. Mitglieder der Exekutive des ressourcenarmen Japans im Gegensatz dazu hielten die vereinbarten Umweltvorschriften für zu streng, ihrer Ansicht nach würden die Bestimmungen Umweltschutz zu starken Vorrang gewähren. Die Organisation Greenpeace sah nach Verabschiedung in den Bestimmungen einen Hang zu mehr Bergbau, insbesondere unter Rücksichtnahme der politischen und wirtschaftlichen Motive der Mitgliedsstaaten. Ihrer Ansicht nach wäre man ohne das Inkrafttreten besser gestellt. So wurde auch kritisiert, dass CRAMRA den Zugang zu fossilen Brennstoffen befördern würde und so der Klimaerwärmung Vorschub leisten würde. Die Verabschiedung des Abkommens führte zu einer Debatte in der Staatengemeinschaft. Während die Staaten 1988 noch beschlossen hatten, dass Bergbau grundsätzlich möglich sein sollte, wurde diese Grundsatzentscheidung kurze Zeit später wieder in Frage gestellt. Umweltorganisationen und andere NGOs waren im Rahmen des Antarktis-Vertrags bereits seit den 1960ern aktiv. In der Debatte um CRAMRA änderte sich ihre Aktivität von reinen wissenschaftlichen Aktivitäten zu politischen Aktivitäten und Protest für mehr Umweltschutz und sie begannen politisches Gewicht zu bekommen. Eine wichtige Rolle spielte hierbei die International Union for the Conservation of Nature and Natural Resources (IUCN), die sich dafür einsetzte die öffentliche Meinung zu ändern und so indirekt die Parlamente und Regierungen der Vertragsstaaten zu beeinflussen. Unterstützung bekamen die Umweltorganisationen durch ein bereits 1987 veröffentlichtes Gutachten des Wissenschaftlichen Ausschusses für Antarktisforschung, das strikte Umweltschutzmaßnahmen forderte.

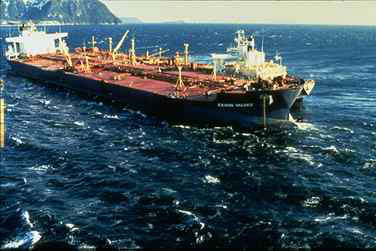
Die Exxon Valdez, drei Tage, nachdem sie auf ein Riff aufgelaufen war

Im Jahr 1989 begann die Unterstützung für das Mineralübereinkommen weiter zu schwinden. Ein Grund dafür sind vier Umweltkatastrophen in polaren Gewässern. Am 28. Januar sank das argentinische Schiff Bahía Paraíso in der Nähe der Palmer-Station und verlor knapp 250.000 Gallonen Diesel. Am 7. Februar stieß das britische Schiff Endurance mit einem Eisberg zusammen und verursachte eine Ölpest in der Esperanza-Bucht. Am 28. Februar verursachte das peruanische Schiff BIC Humboldt eine Ölpest nahe der King George Island. Die größte Katastrophe verursachte der Tanker Exxon Valdez, der am 24. März ein Riff nahe dem Prinz-William-Sund in Alaska traf und knapp 11 Millionen Barrel Rohöl verlor und 45 Meilen Wasser verpestete. Diese Katastrophen verstärkten die Kritik der Umweltorganisationen. Würde der Bergbau in der Antarktis zunehmen, würden auch solche Katastrophen zunehmen.

### Vorschlag eines Wildnisparkes

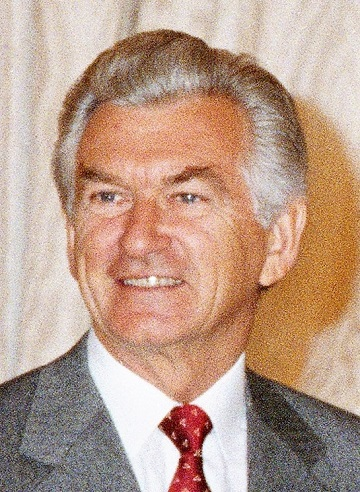
Bob Hawke

Australien als ein Staat mit einem Territorialanspruch gilt als einer der Hauptverhandlungsstaaten und hatte dem Abkommen in Wellington auch zugestimmt. Nach Abschluss der Verhandlungen lehnte Australien das Ergebnis der Aushandlungen allerdings ab und unterzeichnete es nicht. Nach Angabe des Premierminister Hawke war der Wunsch Australiens, einen umfassenden Umweltschutz zu gewährleisten und einen „Antarktis-Wildnispark“ zu errichten. Auch innenpolitisch forderte die australische Opposition ein Bergbauverbot und der australische Senat gab bekannt, dass er CRAMRA ablehnen würde. Am 22. Mai 1989 gab Hawke öffentlich bekannt, dass Australien nicht unterzeichnen würde und stattdessen versuchen würde, einen stärkeren Umweltschutz zu erreichen. Der Umweltminister Australiens wollte den Vertrag im Gegensatz zu seinem Regierungschef ursprünglich unterzeichnen. Hawke reiste im Juni 1989 durch einige Mitgliedsstaaten, um für sein Anliegen zu werben.
Auch Frankreich, ebenfalls ein Staat mit einem Territorialanspruch, lehnte CRAMRA nun ab. Aufgrund des Widerstandes von Australien und Frankreich wurde das Abkommen am Ende von keinem Staat ratifiziert, jedoch reichte das Veto eines Staates mit Territorialanspruch schon aus, dass es nicht in Kraft trat. Am 20. April 1989, also zeitlich vor dem Vorschlag Australiens, forderte Frankreich zunächst nur die Wiederaufnahme der Verhandlungen. Es kam aufgrund der neuen Debatte über die Frage, ob Bergbau in der Antarktis grundsätzlich zu verbieten sei, zu neuen bilateralen und multilateralen Gesprächen der Staaten. Im Gegensatz zur öffentlichen Begründung für die Ablehnung, man wolle den Umweltschutz stärken, wurde in der Literatur teilweise die Theorie aufgestellt, dass das System des Übereinkommens für einige Staaten ein Verlust von Souveränität über ihre Territorialansprüche bedeutet hätte. Insbesondere wurde dies als ein Grund für Australiens Sinneswandel vermutet, da der Staat kein Regelungssystem verhandeln konnte, das seine Territorialansprüche so würdigte, wie es der Staat gewollt hätte. Der Außenminister Neuseelands sah innenpolitische Gründe im Handeln Australiens, so stand eine Parlamentswahl an und in der Parlamentswahl in Tasmanien von Mai 1989 hatten die Grünen gewonnen. Teilweise wird der Sinneswandel von Australien und Frankreich auch dem Einfluss lokaler NGOs zugesprochen. Der australische Schatzkanzler Keating sagte, dass die Ratifizierung des Vertrages ein Eingeständnis wäre, dass die Australische Zone nicht Australiens Territorium sei. Frankreichs Premier Rocard erklärte bei einem Besuch in Australien am 18. August 1989, dass Frankreich sich an der Initiative Australiens, Antarktika zu einem Wildpark umzugestalten, beteiligen würde. Auch Indien und Belgien schlossen sich diesem Vorhaben an, Belgien nannte CRAMRA nun sogar „gefährlich und unangemessen“.

### Reaktion der anderen Staaten auf den Vorschlag Australiens und Frankreichs
Andere Mitglieder wie die Vereinigten Staaten sahen zunächst in der Ablehnung CRAMRAs eine Gefahr für das ganze Antarktis-Vertragssystem. Eine Begründung hierfür war, dass mit CRAMRA ein Moratorium für den Bergbau in der Antarktis erlassen worden war. Dieses war allerdings an den Beschluss eines Abkommens zur Regelung mineralischer Aktivitäten geknüpft. Einige Staaten hätten also dieses Moratorium aufkündigen können, weil das Inkrafttreten CRAMRAs, was Grundlage des Moratoriums war, unsicher erschien (vgl. auch clausula rebus sic stantibus). Vor dem Treffen der Mitgliedsstaaten vom 9.–20. Oktober 1989 in Paris veröffentlichten Frankreich und Australien eine gemeinsame Stellungnahme zu ihren Zielen. Dies führte dazu, dass einige Staaten, die vorher gegen die Maßnahmen Frankreichs und Australien waren, ihre Ansicht änderten. Chile, Neuseeland, die Vereinigten Staaten und Schweden veröffentlichten ebenfalls eigene Stellungnahmen und Vorschläge. Zwar waren sich diese Entwürfe und Anträge in der Frage einig, dass die bisherigen Regelungen Verbesserungsbedarf hatten oder ungenügend waren, sie waren sich aber uneinig, ob dies im Rahmen von CRAMRA geschehen sollte oder ob es eines neuen Übereinkommens bedürfe. Einige Delegierte meinten, dass die Regelungen zur Haftung im CRAMRA Grundlage eines Regimes sein könnten. Brasilien hatte CRAMRA unterschrieben, der Delegierte Henrique Valle verlautbarte aber nun, dass Brasilien nicht auf dem Abkommen bestehen würde, wenn die anderen Mitgliedsstaaten ihre Ablehnung aufrechterhalten würden.
Von den Vertragsstaaten wurde in Paris dann entschieden bei der einberufenen Sondersitzung 1990 in Chile sowohl den französisch-australischen Vorschlag als auch CRAMRA zu diskutieren. Insbesondere sollte über Artikel 8 Abs. 7 diskutiert werden, womit ein zusätzliches Protokoll, ein CRAMRA Liability Protocol mit zusätzlichen Anforderungen des Umweltschutzes, erlassen werden könnte. Zwar konnte mit der Ablehnung Frankreichs und Australiens die Anforderung des Art. 62 zum Inkrafttreten nicht mehr erfüllt werden. Es wurde dennoch zunächst von einigen Staaten diskutiert, ob sie das Abkommen für ihre Gebiete trotzdem in Kraft setzen würden.
Im Jahr 1990 änderten sich diese Ansichten. So verabschiedeten die Vereinigten Staaten unter anderem ein Gesetz, welches es US-amerikanischen Unternehmen verbot, in der Antarktis Bergbau zu betreiben. Die internationale Unterstützung für den Vorschlag Australiens und Frankreichs wuchs und Staaten wie die Sowjetunion und Neuseeland schlossen sich diesem Anliegen an. Michail Gorbatschow führte sogar aus, dass die Ablehnung eine moralische Position sei zum Schutz des Ökosystems. Neuseelands Premier Geoffrey Palmer betonte aber, dass die Unterstützung Neuseelands für den Vorschlag kein Ende der Unterstützung des Landes für CRAMRA wäre, sondern nur temporär die Ratifikation nicht mehr als Ziel gesehen werde.
Bei dem Treffen in Chile wurde dann an dem Vorschlag Australiens und Frankreich gearbeitet, insbesondere unter Federführung des norwegischen Botschafters Rolf Trolle Andersen. Über das CRAMRA Liability Protocol wurde nur äußerst kurz diskutiert. Eine Vereinbarung zwischen den Staaten, die das Verbot des Bergbaus forderten, und solchen, die nur eine Weiterführung des freiwilligen Moratoriums wollten, konnte 1990 noch nicht erreicht werden. Als stärkste Unterstützer CRAMRAs verblieben zu diesem Zeitpunkt noch das Vereinigte Königreich, Japan und Südafrika. Auch Chile, Norwegen und Südkorea unterstützten das Übereinkommen. Die Bundesrepublik Deutschland blieb nach Berichten aus dem australischen Umweltministerium unentschieden, ob sie CRAMRA ratifizieren würde. Nach anderer Einschätzung gehörte die Bundesrepublik zu den verbliebenen Unterstützern, so seien ihrer Ansicht nach gerade die Umweltschutzvorschriften der beste Schutz der Ökosysteme, da der Abbau von Vorkommen erheblich erschwert werden würde. Die Staaten, die Australiens Vorschlag ablehnten, gingen davon aus, dass Australien dem Vorstoß Malaysias folgen würde, Antarktika als gemeinsames Erbe der Menschheit zu widmen. Zwar konnte bei der Sitzung in Chile kein endgültiges Ergebnis erreicht werden, die Staaten einigten sich jedoch auf ein Papier, das die einzelnen Vorschläge kompilierte. Dies taten sie unter anderem deshalb, weil sie fürchteten, dass die Vereinten Nationen sich ansonsten einer Regelung annehmen würden, insbesondere im Rahmen der zeitlich näher kommenden Konferenz über Umwelt und Entwicklung (UNCED). Dieses Kompromisspapier enthielt auch ein Verbot des Bergbaus. Die Unterstützer CRAMRAs betonten, dass das Kompromisspapier noch keine Zustimmung ihrerseits impliziere, jedoch wurde die Formulierung des Verhandlungsführers Andersen wortgleich in das spätere Umweltschutzprotokoll übernommen.
Die verschiedenen Beanstandungen, die zur Abkehr von CRAMRA führten, lassen sich zu vier Punkten zusammenfassen. Der erste war die Sorge, dass das Abkommen zu einer Verschiebung in der Souveränitätsfrage über die Antarktis führte, der zweite die Kritik an den Vertragsstaaten die Entwicklungsländer zu wenig einzubinden. Der dritte Punkt war die Befürchtung, dass Unternehmungen unter CRAMRA zu Umweltschäden führen würden. Diese Befürchtung führte zu öffentlichem Druck, insbesondere von Umweltschutzorganisationen. Als vierter Punkt werden innenpolitische Erwägungen angeführt.

### Verabschiedung des Umweltprotokolls und Erbe CRAMRAs
Im Laufe des nachfolgenden Treffens in Madrid 1991 schlugen die Vereinigten Staaten nun eine Regelung vor, die Bergbau erlaubte. Nachdem die anderen Staaten dies stark kritisierten, änderte Präsident George W. Bush seine Ansicht und gab am 3. Juli 1991 bekannt, dass er das Verbot des Bergbaus unterstützen würde. Auch die japanische Regierung, die erlaubten Bergbau bis zuletzt präferiert hatte, gab ihren Widerstand auf. Nachdem dieser Widerstand aufgegeben worden war, wurde das Umweltschutzprotokoll zum Antarktisvertrag (USP) verabschiedet und das Übereinkommen von 1988 aufgegeben. Das Protokoll, nach seinem Verhandlungsort Madrid auch Madrider Protokoll genannt, verbietet jeglichen Bergbau in der Antarktis. Das USP enthält im Gegensatz zu CRAMRA keine eigenen Bestimmungen zur Staatenverantwortlichkeit. Es verwies auf eine noch zu erlassende Anlage. Diese Anlage Nr. 6 wurde 2005 verabschiedet. Sie enthält im Gegensatz zum CRAMRA keine Verantwortlichkeit der Staaten, sondern nur eine Gefährdungshaftung der Unternehmen. Die Anlage ist aber Stand 2022 nicht in Kraft getreten. Somit wäre CRAMRA das einzige Regelungssystem im Antarktis-Vertragssystem gewesen, das Vorschriften zur Haftung von Staaten verabschiedet hätte. Dies wird dem Abkommen immer noch zugutegehalten.
Das USP ist zwar eine Abkehr von dem Prinzip CRAMRAs, Aktivitäten zuzulassen, es übernimmt jedoch einige zentrale Vorschriften. So ist der Artikel 3 USP, der Regelungen zur Bestimmung von umweltverträglichen Untersuchungen enthält, nach Einschätzung der Literatur eine Übernahme der Regelungen des Artikel 4 CRAMRA. Der Unterschied liegt darin, dass die Regelung im CRAMRA sich nur auf Bergbau bezieht, das USP aber auf jegliche menschliche Aktivität. Sogar die grundlegenden Prinzipien des USP stammen aus CRAMRA. Eine Ursache für die Übernahme zahlreicher Vorschriften war nach Einschätzung in der Literatur die Zeitnot der Staaten. Nachdem sie die Ratifikation CRAMRAs aufgegeben hatten, wurde erwartet, dass die Staaten schnell ein neues Abkommen aufsetzen würden.
Obwohl das CRAMRA somit nie in Kraft getreten ist, wird ihm eine Bedeutung für die Weiterentwicklung des Rechtsregimes der Antarktis zugesprochen. Das Abkommen gilt seit Mitte der 1990er Jahre als aufgegeben. Einige Wissenschaftler betonen allerdings, dass es nicht vergessen werden sollte. Zwar gilt das Verbot des USP für Bergbau, jedoch ist das Verbot 50 Jahre nach Verabschiedung zu überprüfen und mit Konsens der Vertragsstaaten aufzuheben, wenn es Regelungen zur Erschließung gibt. So eine Regelung könnte das Abkommen von 1988 immer noch darstellen. Diese Überprüfung war Resultat der Staaten, die CRAMRA immer noch unterstützt hatten, wie das Vereinigte Königreich, und sich die Möglichkeit eines irgendwann doch noch möglichen Bergbaus offenhalten wollten. Dies wird unter dem Gesichtspunkt gesagt, dass die Erschließung von Vorräten von Kohlenwasserstoffen im 21. Jahrhundert interessant werden könnte, insbesondere unter dem Hinblick auf den wachsenden Rohstoffbedarf der Welt. Das 1988 verabschiedete Abkommen beinhaltet für Bergbau- und Erschließungsprojekte strenge Umweltschutzvorschriften und ein ausgearbeitetes Streitbeilegungssystem. Jedoch müssten die Staaten die geäußerten Kritikpunkte noch lösen, bevor sie die Regelungen nutzen würden. Allerdings ist die Hürde für ein Ende des USP und des darin enthaltenen Bergbauverbotes so hoch, dass die entsprechende Vorschrift auch als „totgeboren“ bezeichnet wurde.